# Carlos A. Imperial
Carlos A. Imperial (Daraga, 4 november 1880 - 20 mei 1941) was een Filipijns advocaat en rechter. Imperial was van 1931 tot zijn dood tien jaar later rechter van het Hooggerechtshof van de Filipijnen. Hij was van 1907 tot 1909 ook lid van de eerste Filipijnse Assemblee.

## Biografie
Imperial werd geboren op 4 november 1880 in Daraga in de Filipijnse provincie Albay. Zijn ouders waren Paciano Imperial en Josefa Duran. Imperial studeerde aan het het San Buenaventura College, aan het Colegio de San Juan de Letran en studeerde rechten aan de Escuela de Derecho in Manilla. Zijn studie werd onderbroken door de Filipijnse Revolutie. In deze periode was Imperial kapitein in de revolutionaire beweging. In augustus 1902 slaagde Imperial voor het toelatingsexamen van de Filipijnse balie, waarna hij ging werken als advocaat. 
In 1907 werd Imperial namens de Progresista Party gekozen in het eerste Filipijnse Assemblee als afgevaardigde van het tweede kiesdistrict van Albay. Zijn termijn in de Assemblee duurde van 16 oktober 1907 tot 20 mei 1909. In 1910 werd Imperial benoemd Assistent Attorney voor het Bureau of Justice. Drie jaar later volgde een benoeming tot rechter in Manilla en in 1915 werd hij aangesteld District Judge bij een hogere rechtbank.
In 1931 werd Imperial door gouverneur-generaal van de Filipijnen Dwight Filley Davis benoemd tot rechter in Hooggerechtshof van de Filipijnen met een tijdelijke aanstelling. Een jaar later werd dit door de Amerikaanse president Herbert Hoover omgezet in een permanente aanstelling.
Imperial overleed in 1941 terwijl hij nog in functie was als rechter van het Hooggerechtshof. Hij was getrouwd met Rosario Boncan en kreeg met haar een zoon Filemon.

### Boeken
- George F. Nellist (1931) Men of the Philippines, Sugar news Co., Manilla, online in te zien via deze link
- Zoilo M. Galang (1932) Leaders of the Philippines: Inspiring Biographies of Successful Men and Women of the Philippines, National Publishing Company, Manilla
- Miguel R. Cornejo (1939) Cornejo's Commonwealth directory of the Philippines, Encyclopedic ed., Manilla
- Zoilo M. Galang (1950) Encyclopedia of the Philippines, 3 ed. Vol IV., E. Floro, Manilla
- Maria Corona Salcedo Romero (1971) The justices of the Supreme Court of the Philippines (a biographical directory), Rex Book Store, Manilla

### Websites
- Online Roster of Philippine Legislators, website Filipijns Huis van Afgevaardigden (geraadpleegd op 8 juni 2020)
- Profiel Carlos A. Imperial, website E-library van het Hooggerechtshof van de Filipijnen (geraadpleegd op 8 juni 2020)
- Chan Robles Law Firm, Lijst met Filipijnse advocaten - I, website Chan Robles Law Firm (geraadpleegd op 8 juni 2020)